# Reno FC
Reno FC is een Jamaicaanse voetbalclub uit Savanna-la-Mar die in de Jamaican National Premier League speelt.

## Erelijst
- Landskampioen

1990, 1991, 1995
- Beker van Jamaica

1995, 1996
Arnett Gardens · 
Boys' Town · 
Harbour View · 
Humble Lions · 
Jamalco · 
Maverley Hughenden · 
Montego Bay United · 
Portmore United · 
Reno · 
Tivoli Gardens · 
UWI Pelicans · 
Waterhouse